# Cysterna

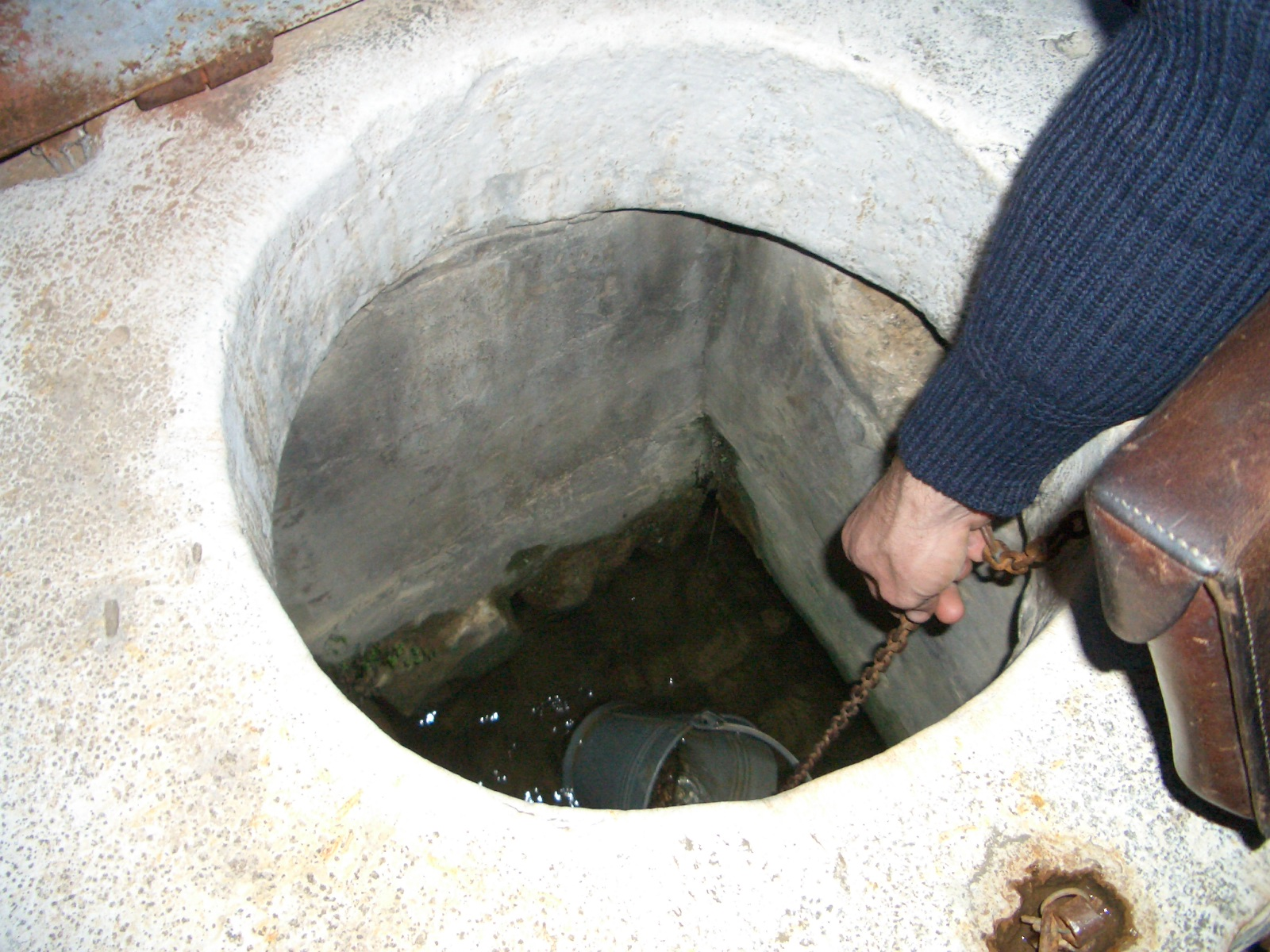
Czerpanie wody z cysterny

Cysterna (z łac. cisterna, od cista paka; gr. kistê, kosz) – zbiornik do gromadzenia i przechowywania cieczy, zwykle wody. Najczęściej cysterny służyły do gromadzenia deszczówki. Ich wielkość i pojemność zależała od potrzeb mieszkańców (od kilkunastu litrów do tysięcy metrów sześciennych – rezerwuary).

## Cysterna w Biblii
W Biblii hebrajskiej cysterny wspominane są bardzo często, Palestyna jest krajem o niewielkiej liczbie opadów, gromadzenie wody było zawsze w Ziemi Świętej sprawą życia lub śmierci. Cysterna to po hebrajsku bor. Należy odróżnić ją od beer, która może też być także zbiornikiem wodnym, w tym jednak przypadku mającym wewnętrzne źródło (por. Jr 2,13; Prz 5,15; Iz 36,16). Puste cysterny były używane jako więzienia (por. Jr 38,6; Lm 3,53; Ps 40,2; 69,15). Józef był przez braci spuszczony do cysterny (Rdz 37,24 – bor).
Na terenie Izraela i Palestyny oraz innych krajów basenie Morza Śródziemnego zachowało się wiele cystern, niektóre są ogromnych rozmiarów (por. Masada, Jerozolima Ecce Homo). Pod domami Starego Miasta w Jerozolimie znajdują się systemy cystern.

## Budowa i używanie cystern

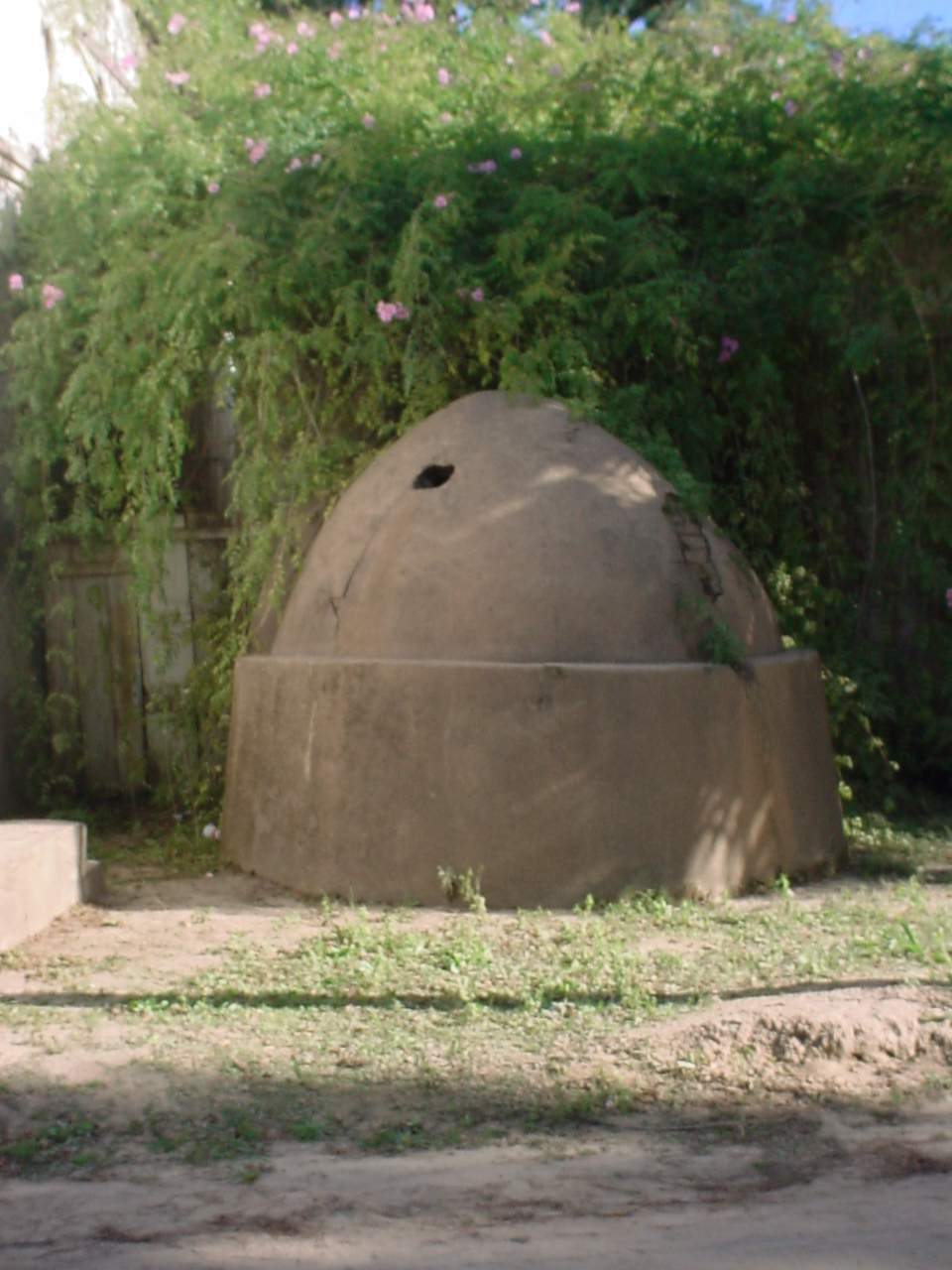
Cysterna wybudowana przez emigrantów niemieckich w Rio Grande do Sul

Cysterny budowane są w krajach, w których jest ograniczony dostęp do bieżącej wody. W dawnych czasach używano wody z cystern do celów kuchennych i higienicznych. Dzisiaj używa się wody z cystern przede wszystkim do nawadniania, ze względu na jej złą jakość. Cysterny, z których czerpie się wodę do celów gastronomicznych, są dziś wyposażane w filtry lub stosuje się inne metody w celu uzyskania wody o jak najlepszej jakości. Są w użyciu cysterny niezadaszone, jak również, te wyposażone w specjalny system kanałów, którymi deszczówka spływa do zbiornika centralnego. W tych przypadkach zaleca się zabezpieczenie wody przed dostępem komarów i alg, które wabione przez zbiornik, stają się przyczyną epidemii.
Niekiedy cysterny budowane są na dachach domów lub powyżej domu, w terenie, by woda mogła z nich spływać i zabezpieczać potrzeby człowieka. Niedobór wody uzupełniany jest w nich często ze studni i podziemnych zbiorników za pomocą pomp elektrycznych. Na przykład w Brazylii ten typ cystern był budowany z betonu, miał betonowe przykrycie (średnica 5 cm) z otworem, który umożliwiał usuwanie szlamu i insektów. Po II wojnie światowej do produkcji takiego typu cystern zaczęto używać plastiku.
By woda w cysternie była zdatna, używający jej muszą dbać o czystość zbiornika. Powinien on być regularnie sprawdzany, szczelnie zamknięty i często opróżniany. Cysterny czyści się roztworem chloru. W niektórych krajach zalecane jest napełnianie cystern wodą przywiezioną z innego miejsca. Jeśli woda nie jest sprawdzona, zaleca się by nie stosowano jej do celów gastronomicznych.
Wiele cystern używanych jest w Stanach Zjednoczonych do podlewania upraw szklarniowych. Niektóre kraje lub regiony, np. Bermudy czy Wyspy Dziewicze mają specjalne przepisy, które obligują budujących nowe domy do wyposażania ich w cysterny na wodę deszczową. W Japonii, Niemczech i Hiszpanii państwo stosuje specjalne ulgi podatkowe dla wyposażających domy w cysterny.

## Znane cysterny
- Cysterna na Masadzie w Izraelu

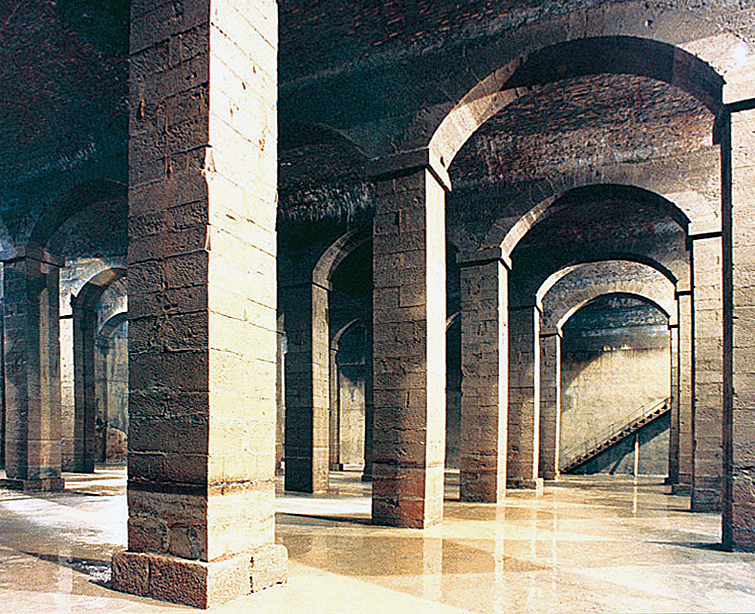
Cysterna w Lleida

- Cysterna Struthion w Klasztorze Ecce Homo w Jerozolimie
- Yerebatan Sarnıcı w Stambule (Turcja)
- Cysterna w Silves w Portugalii
- Cysterna w Al-Dżadidzie w Maroku
- Cysterny w Materze we Włoszech
- Cysterny w Lleida w Katalonii (Hiszpania)
- Cysterny w Falasarna na Krecie